# Iván Martín
Pour les articles homonymes, voir Martín.
Iván Martín, né le 14 février 1999 en Espagne, est un footballeur espagnol, qui évolue au poste de milieu offensif au Girona FC.

## Biographie

### En équipe nationale
Avec les moins de 17 ans, il participe au championnat d'Europe des moins de 17 ans en 2016. Lors de cette compétition, il joue cinq matchs. Il délivre une passe décisive contre l'Allemagne en demi-finale. L'Espagne s'incline en finale face au Portugal après une séance de tirs au but.

## Palmarès

### En sélections
- Finaliste du championnat d'Europe des moins de 17 ans en 2016 avec l'équipe d'Espagne des moins de 17 ans.